# Галвестон
Галвестон (англ. Galveston) — місто (англ. city) в США, в окрузі Галвестон, розміщене на острові Галвестон штату Техас. Населення — 53 695 осіб (2020). Місто належить до агломерації Великий Х'юстон, має статус окружного центра і є другим за кількістю населення в окрузі Галвестон.

## Історія
Острів Галвестон був названий на честь іспанського намісника Бернандо де Гальвез-і-Мадрида 1785 року. 1816 року на острові піратом Луї-Мішелєм Орі було засноване поселення, база для ведення бойових дій проти Іспанії. 1817 року на острові оселився пірат Жан Латіф, якого змусив покинути поселення ВМФ США 1821 року. У 1825 році Конгресом Мексики був заснований порт Галвестон.
Сучасне місто було засноване у 1836 році. 1 січня 1863, під час американської громадянської війни, відбулася битва за Ґалвестон, коли війська Конфедерації генерал-майора Джона Б. Магрудера змусили відступити війська союзу від міста.
Місто увійшло в історію руйнівним ураганом, що стався 8 вересня 1900 року, з рекордною для США кількістю жертв.

## Географія
Галвестон розташований за координатами 29°11′0″ пн. ш. 94°58′11″ зх. д. / 29.18333° пн. ш. 94.96972° зх. д. (29.183260, -94.969755).  За даними Бюро перепису населення США в 2010 році місто мало площу 542,20 км², з яких 106,76 км² — суходіл та 435,44 км² — водойми.

### Клімат
| Клімат : Галвестон                         | Клімат : Галвестон | Клімат : Галвестон | Клімат : Галвестон | Клімат : Галвестон | Клімат : Галвестон | Клімат : Галвестон | Клімат : Галвестон | Клімат : Галвестон | Клімат : Галвестон | Клімат : Галвестон | Клімат : Галвестон | Клімат : Галвестон | Клімат : Галвестон |
| Показник                                   | Січ.               | Лют.               | Бер.               | Квіт.              | Трав.              | Черв.              | Лип.               | Серп.              | Вер.               | Жовт.              | Лист.              | Груд.              | Рік                |
| Абсолютний максимум, °C                    | 26,1               | 28,3               | 31,7               | 35,0               | 34,4               | 37,8               | 38,3               | 37,8               | 40,0               | 34,4               | 29,4               | 27,2               | 40,0               |
| Середній максимум, °C                      | 16,6               | 17,9               | 21,2               | 24,4               | 28,3               | 31,2               | 32,0               | 32,4               | 30,8               | 27,0               | 22,0               | 17,7               | 25,1               |
| Середній мінімум, °C                       | 9,2                | 10,5               | 13,7               | 18,0               | 22,4               | 25,3               | 26,3               | 26,5               | 24,4               | 20,1               | 14,8               | 10,4               | 18,4               |
| Абсолютний мінімум, °C                     | −11,7              | −13,3              | −3,3               | 3,3                | 10,0               | 13,9               | 18,9               | 19,4               | 11,1               | 3,9                | −3,3               | −10                | −13,3              |
| Середня кількість сонячних годин на місяць | 145,0              | 163,4              | 209,0              | 225,5              | 265,7              | 298,5              | 309,0              | 280,4              | 237,9              | 237,2              | 176,9              | 150,5              | 2699,0             |
| ------------------------------------------ | ------------------ | ------------------ | ------------------ | ------------------ | ------------------ | ------------------ | ------------------ | ------------------ | ------------------ | ------------------ | ------------------ | ------------------ | ------------------ |
| Джерело: NOAA (sun 1961–1990)              |                    |                    |                    |                    |                    |                    |                    |                    |                    |                    |                    |                    |                    |

## Демографія
Згідно з переписом 2010 року, у місті мешкали 47 743 особи в 19 943 домогосподарствах у складі 10 779 родин. Густота населення становила 88 осіб/км².  Було 32368 помешкань (60/км²).
Расовий склад населення:
| - 62,5 % — білих - 19,2 % — чорних або афроамериканців - 3,2 % — азіатів - 0,9 % — корінних американців - 11,0 % — осіб інших рас |

До двох чи більше рас належало 3,3 %. Частка іспаномовних становила 31,3 % від усіх жителів.
За віковим діапазоном населення розподілялося таким чином: 19,3 % — особи молодші 18 років, 67,1 % — особи у віці 18—64 років, 13,6 % — особи у віці 65 років та старші. Медіана віку мешканця становила 38,8 року. На 100 осіб жіночої статі у місті припадало 104,4 чоловіків;  на 100 жінок у віці від 18 років та старших — 104,1 чоловіків також старших 18 років.
Середній дохід на одне домашнє господарство  становив 61 563 долари США (медіана — 39 098), а середній дохід на одну сім'ю — 76 947 доларів (медіана — 51 763). Медіана доходів становила 41 191 долар для чоловіків та 34 557 доларів для жінок. За межею бідності перебувало 24,6 % осіб, у тому числі 38,1 % дітей у віці до 18 років та 10,4 % осіб у віці 65 років та старших.
Цивільне працевлаштоване населення становило 21 715 осіб. Основні галузі зайнятості: освіта, охорона здоров'я та соціальна допомога — 30,1 %, мистецтво, розваги та відпочинок — 18,2 %, роздрібна торгівля — 10,3 %, науковці, спеціалісти, менеджери — 8,7 %.

## Відомі особистості
У місті народився:
- Едвард Седжвік (1889-1953) — американський кінорежисер, сценарист, актор і продюсер
- Кінг Відор (1894-1982) — американський кінорежисер, сценарист
- Джордж Фідіас Мітчелл (1919—2013) — американський бізнесмен
- Валері Рітчі Перрін (* 1943) — американська акторка та модель
- Трейсі Скоггінс (* 1953) — американська актриса, найбільш відома за ролями Моніки Колбі в серіалах «Династія» і «Династія 2: Сім'я Колбі», Кет Грант (телесеріал «Лоїс і Кларк: Нові пригоди Супермена») та Елізабет Локлі — в серіалі «Вавилон-5».
- Джонатан Поллард (* 1954) — ізраїльський шпигун.

## Міста-побратими
- Малага, Іспанія
- Ніїґата, Японія
- Ставангер, Норвегія

## Виноски
1. ↑  Річний дохід на особу, яка працювала на повну ставку. Оцінка в доларах 2015 року.